# FFC Zuchwil 05
Der FFC Zuchwil 05 war ein Frauenfussball-Verein aus Zuchwil im Kanton Solothurn. Er spielte zwischen 1999 und 2011 in der Nationalliga A im Schweizer Frauenfussball. Ihre Spielstätte lag im Sportzentrum Zuchwil. Der Hauptplatz bietet 1000 Stehplätze.

## Geschichte
Der Verein wurde 1970 als DFC Solothurn gegründet. 1990 entstand schliesslich der DFC Zuchwil und der heutige Verein FFC Zuchwil 05 wurde am 13. März 2005 gegründet.
Den Aufstieg in die höchste Spielklasse erreichten sie 1999 und konnten seither bereits einige Erfolge feiern. In den Jahren 2004 und 2006 wurden sie Vize-Schweizermeister, was die Teilnahme am UEFA Women’s Cup zur Folge hatte. 2006 gewannen sie ausserdem den Ligacup. Am 19. Mai 2007 wurde der FFC Zuchwil 05 im Stadion vom amtierenden Meister LUwin.ch zum ersten Mal in der Geschichte Schweizermeister. 
In der Saison 2010/11 erreichten sie nur Platz 9 in der Meisterschaft und mussten in die Barrage. Mit einem Sieg, vier Unentschieden und einer Niederlage kam es schliesslich zum Abstieg in die Nationalliga B. Im Dezember 2011 stellte man den Spielbetrieb ein und zog sich aus der Nationalliga B zurück. Die Spielerinnen wurden zum 4. Dezember freigestellt. Die U-18 und U-16 Teams des Vereins, laufen unter der Leitung des Solothurner Fussballverbands weiter.

## Erfolge
- Schweizermeister: 2007
- Vize-Schweizermeister: 2004, 2006, 2008
- Ligacup-Sieger: 2006
- 3 × Cup-Halbfinalist
- UEFA-Cup Teilnahme: 2005, 2007

## Bekannte Spielerinnen
- Vanessa Bürki
- Jennifer Oehrli
- Kristina Šundov (kroatische Nationalspielerin)
- Gaëlle Thalmann